# Переулок Нестерова (Санкт-Петербург)
Переу́лок Не́стерова — переулок в Петроградском районе Санкт-Петербурга. Проходит от улицы Блохина до Съезжинской улицы. Далее продолжается Большой Пушкарской улицей.

## История
До 1952 года на месте этого переулка находились два проезда:
- Соборная улица (на участке от улицы Блохина до Зверинской улицы). Название получила 12 декабря 1885 года «ввиду того, что улица эта будет служить ближайшим сообщением обитателей прилегающих к ней улиц с собором Св. Князя Владимира».
- Пустой переулок (на участке от Зверинской до Съезжинской улицы). С 1798 года по 1810-е годы существовало название Съезжинский переулок, по Съезжинской улице. С 1828 года носил название Пустой переулок.

15 декабря 1952 года Соборная улица и Пустой переулок объединены в переулок Нестерова, в честь П. Н. Нестерова, русского военного лётчика, пионера высшего пилотажа.

## Транспорт
- Ближайшая станция метро — «Спортивная».
- По переулку Нестерова проходят автобусные маршруты № 10, 128, 227, 230, 249, 275; троллейбусные маршруты № 1, 9, 31.

## Достопримечательности
- Дом № 1 (улица Блохина, д. № 23) — дом работников ленинградского филиала института Гипромез, арх. Я. О. Свирский, 1955.
- Дом № 2 (улица Блохина, д. № 25, правая часть) — доходный дом, арх. С. А. Баранкеев, 1898—1899.

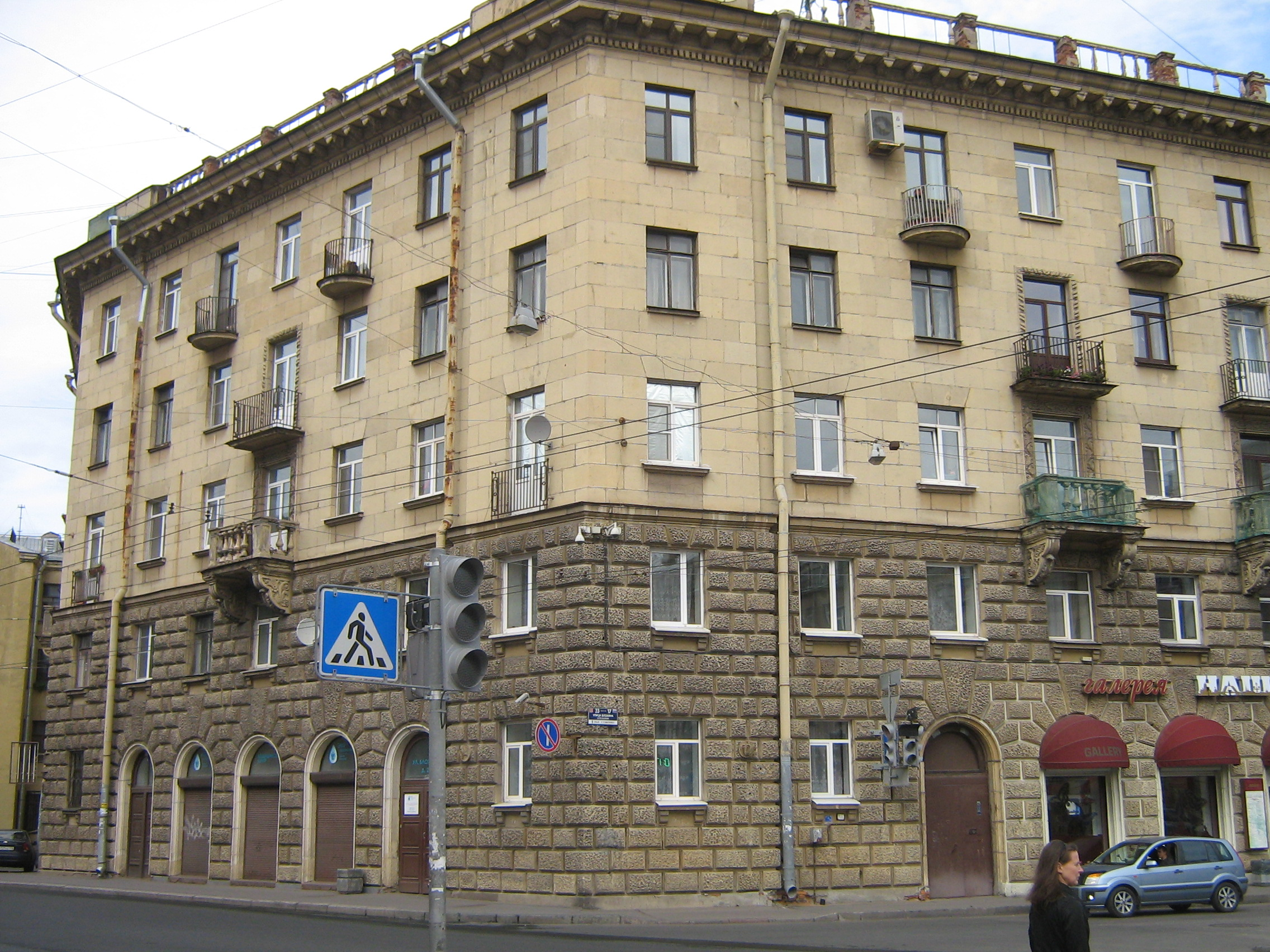
дом № 1

- Дом № 3 — доходный дом, арх. А. П. Шильцов, 1903.
- Дом № 4 (Зверинская улица, д. № 12) — заводоуправление мелового завода, затем здание Торгового дома «А. Вельц», затем доходный дом Ф. А. Вельца, арх. А. И. Аккерман, 1889—1890.
- Дом № 5 (Зверинская улица, д. № 13) — доходный дом, арх. В. Р. Курзанов, 1898 (левая часть), арх. Н. А. Бреев, 1904 (правая часть).
- Дом № 6 (Съезжинская улица, д. № 9) — доходный дом, арх. Н. Н. Бобров, 1881.
- Дом № 9 — доходный дом Н. И. Бороздкина, арх. Л. В. Богуский (Богусский), 1910—1911.  7831406000
- Дом № 11 (Съезжинская улица, д. № 11) — доходный дом, арх. А. Ф. Афанасьев (архитектор-художник) и М. А. Евментьев (завершение), 1903—1905.